# 아나 오라일리
아나 오라일리(Ahna O'Reilly, 1984년 9월 21일 ~ )는 미국의 배우이다.

## 출연 작품

### 영화
- 가재가 노래하는 곳 (2022년) - 카야 엄마 역